# Aigina (ostrov)

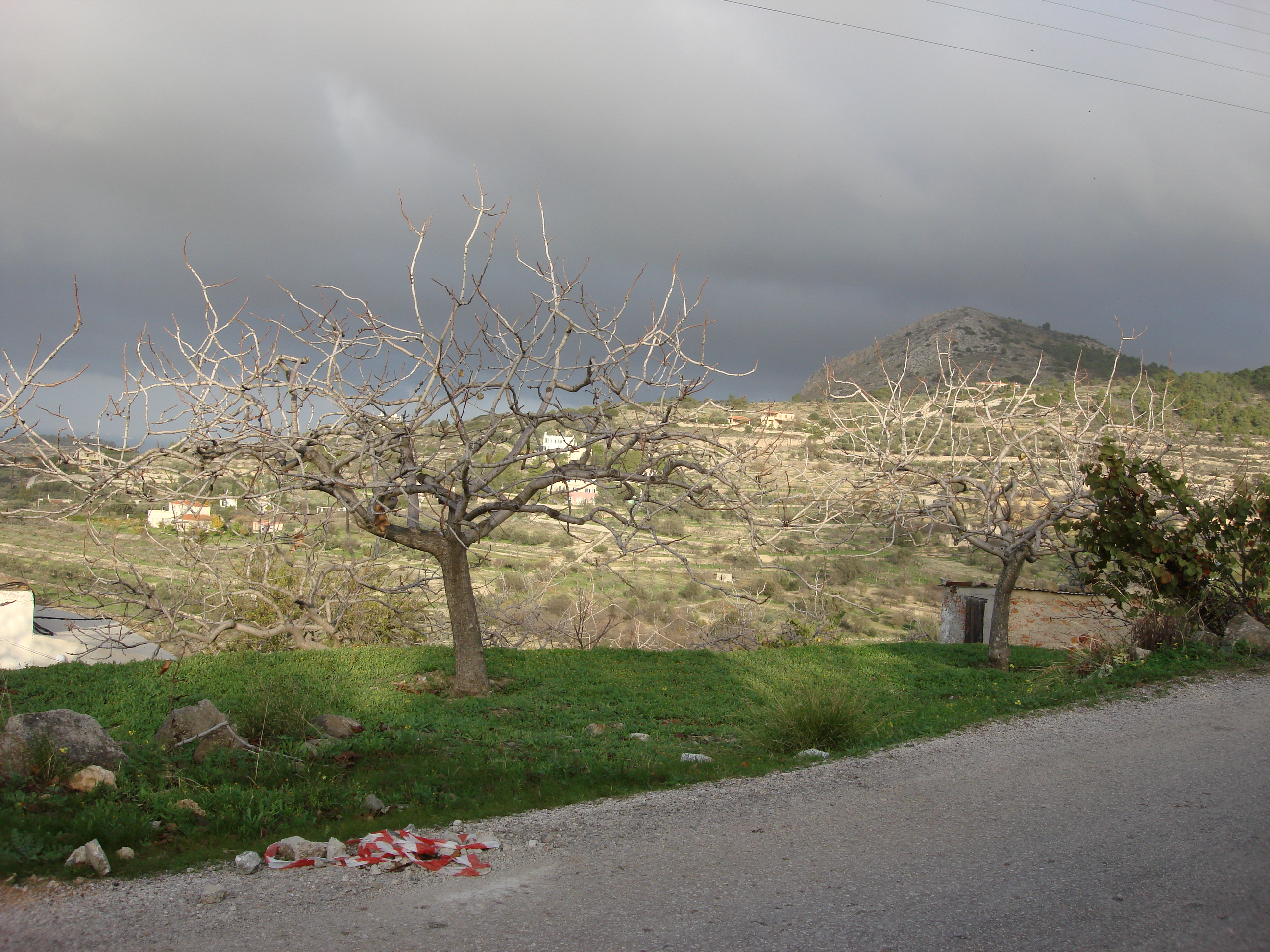
Vnitrozemí Aiginy v zimě

Mapa

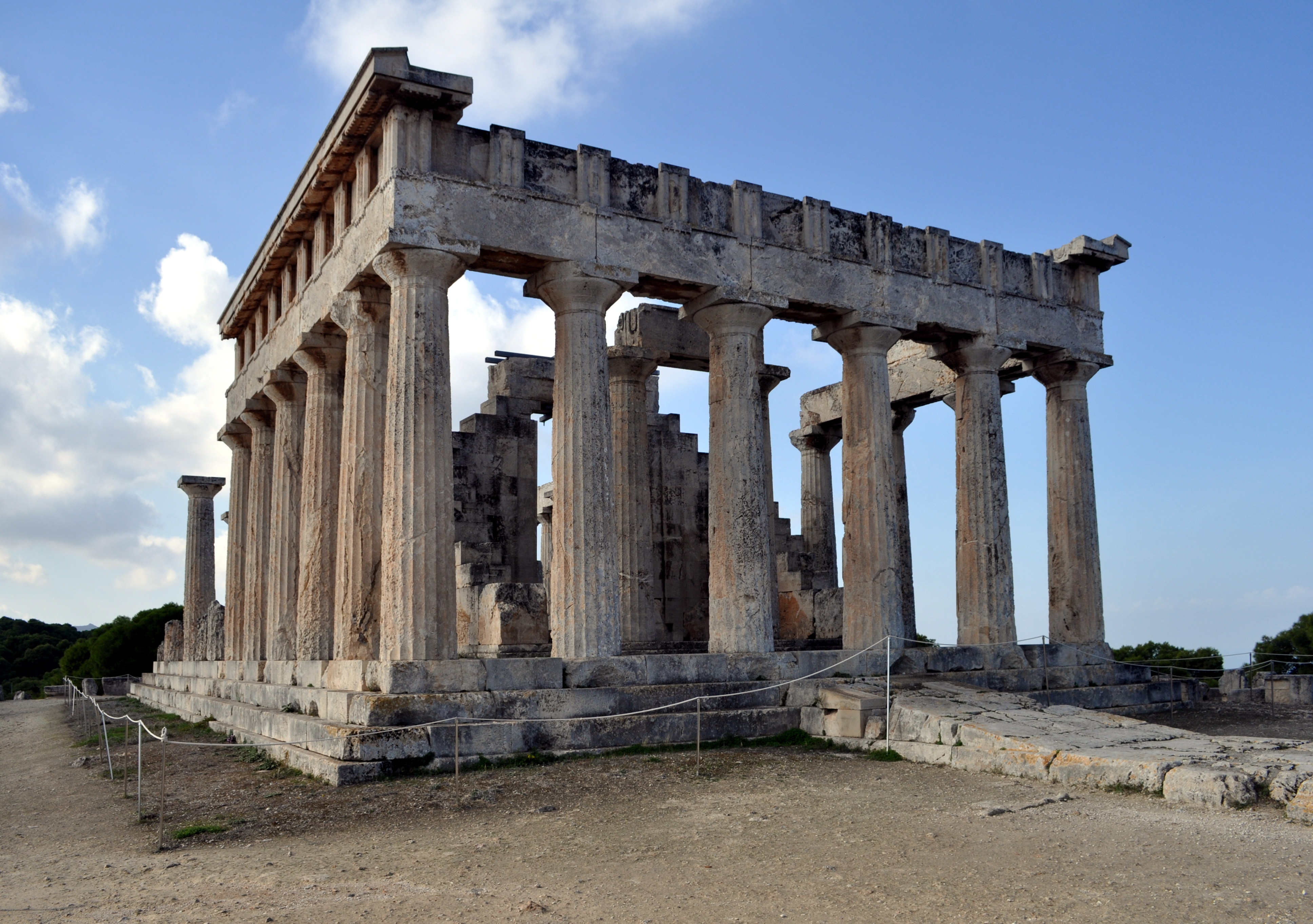
Chrám bohyně Afaji

Aigina (řecky Αίγινα), také psáno Aegina nebo Ejina, je ostrov v Saronském zálivu Egejského moře na jihu Řecka, který náleží do kraje Attika. Má rozlohu 87,4 km² a žije na něm okolo třinácti tisíc obyvatel. Jeho starověký název byl Oenopia. Hlavní město ostrova se rovněž nazývá Aigina.

## Historie
Počátkem 2. tisíciletí př. n. l. byl ostrov ve sféře vlivu mínojské civilizace, o čemž svědčí zlatý poklad nalezený roku 1891 a uložený v Britském muzeu. Podle legendy se ostrov původně jmenoval Oenopia, současný název dostal podle vodní nymfy Aigíny, milenky boha Dia, jejichž syn Aiakos se stal prvním králem ostrova. Historicky je doloženo, že v 9. století př. n. l. osídlili Aiginu Dórové z města Epidaurus. Aigiňané byli zdatnými mořeplavci a obchodníky. V 8. století př. n. l. začali jako první v Řecku razit stříbrné mince, jako úspěšná thalasokracie byl ostrov vážným konkurentem Athén. Roku 458 př. n. l. zahájili Athéňané válku proti Aigině, roku 455 př. n. l. ostrov po dlouhém obléhání kapituloval, jeho obyvatelé byli prodáni do otroctví a ostrov byl osídlen Athéňany. Aigina se stala členem Athénského námořního spolku a nadále sdílela osudy Athén: nadvládu Makedonců, Římanů a Osmanů. Ve středověku ostrov sužovaly nájezdy pirátů, obyvatelé se uchýlili do vnitrozemí, kde vybudovali opevněné město Paleochora. V roce 1537 Aiginu vyplenil Chajruddín Barbarossa, muže zmasakroval a ženy a děti odvezl do otroctví. V období řecké osvobozenecké války sídlil na Aigině první prezident nezávislého Řecka Joannis Kapodistrias.

## Geografie
Ostrov je tvořen vyhaslou sopkou a má přibližně trojúhelníkový tvar. Severní část je hustě osídlená, nachází se zde hlavní město a přístav Aigina i vesnice Vathy, Kypseli a Mesagros. Jih Aiginy je skalnatý a obtížně přístupný. Nejvyšší horou je Oros (531 m n. m.). U jihozápadního pobřeží leží neobydlený ostrov Moni. Pobřeží Aiginy lemují písečné pláže, ve vnitrozemí se nacházejí borové lesy a háje řečíku pistáciového, jehož plody jsou hlavním vývozním artiklem ostrova. Kromě toho se pěstují fíky, olivy, réva vinná a pšenice, v okolním moři se provozuje rybolov a sběr mořských hub.

## Geologie
Ostrov je rozdělen do tří geologických oblastí. Skládá se z křídové vápencové základny, která se rozprostírá jako nízké vrásněné pohoří od sousedního ostrova Moni na jihozápadě až po horu Parliagos na severovýchodě, dále z kvartérního vulkanického komplexu a neogenních mělkovodních sedimentů. Ostrov má tvar trojúhelníku zužujícího se na jih. Jeho jižní polovina je pokryta tvrdou lávovou horninou. Patří mezi aktivní vulkány egejského ostrovního oblouku, spolu s dalšími: Methana, Poros, Milos, Santorin, Kós, Gyali a Nisyros.

## Turistika
Aigina leží asi 20 kilometrů od přístavu Pireus, odkud sem pravidelně jezdí křídlový člun. Díky klidnému prostředí a množství turistických zařízení je ostrov oblíbeným cílem výletů pro obyvatele athénské aglomerace. Jsou zde možnosti koupání a rybaření, o prázdninách se koná řada kulturních akcí, z nichž nejvýznamnější je oslava sklizně pistácií. Zdejší keramika je oblíbeným suvenýrem. V hlavním městě se nachází muzeum, středověká Markellova věž a katedrála svatého Nektaria s ženským klášterem. Nejvýznamnější památkou je v severovýchodní části ostrova chrám bohyně plodnosti Afai z 5. století př. n. l., který je dlouhý přes třicet metrů a patří k nejlépe zachovaným sakrálním stavbám starého Řecka.

## Osobnosti
Narodil se zde středověký lékař Pavel z Aiginy, na Aigině byl vězněn generál Nikitaras, kvůli klidu na psaní se sem přestěhoval Nikos Kazantzakis. Působil zde svatý Nektarios Eginský.